# Concile d'Agaune
Le concile d'Agaune ou concile de Saint-Maurice (Agaunum, in diœcesi Sedunensi. Concilium Agaunense) est une assemblée d'ecclésiastiques et de seigneurs laïcs réunis en 888 dans  l'abbaye de Saint-Maurice d'Agaune, en Valais, au sein du Royaume de Haute-Bourgogne. Rodolphe Ier, fils du duc de Bourgogne transjurane Conrad II, y a été élu roi de Bourgogne transjurane,,.

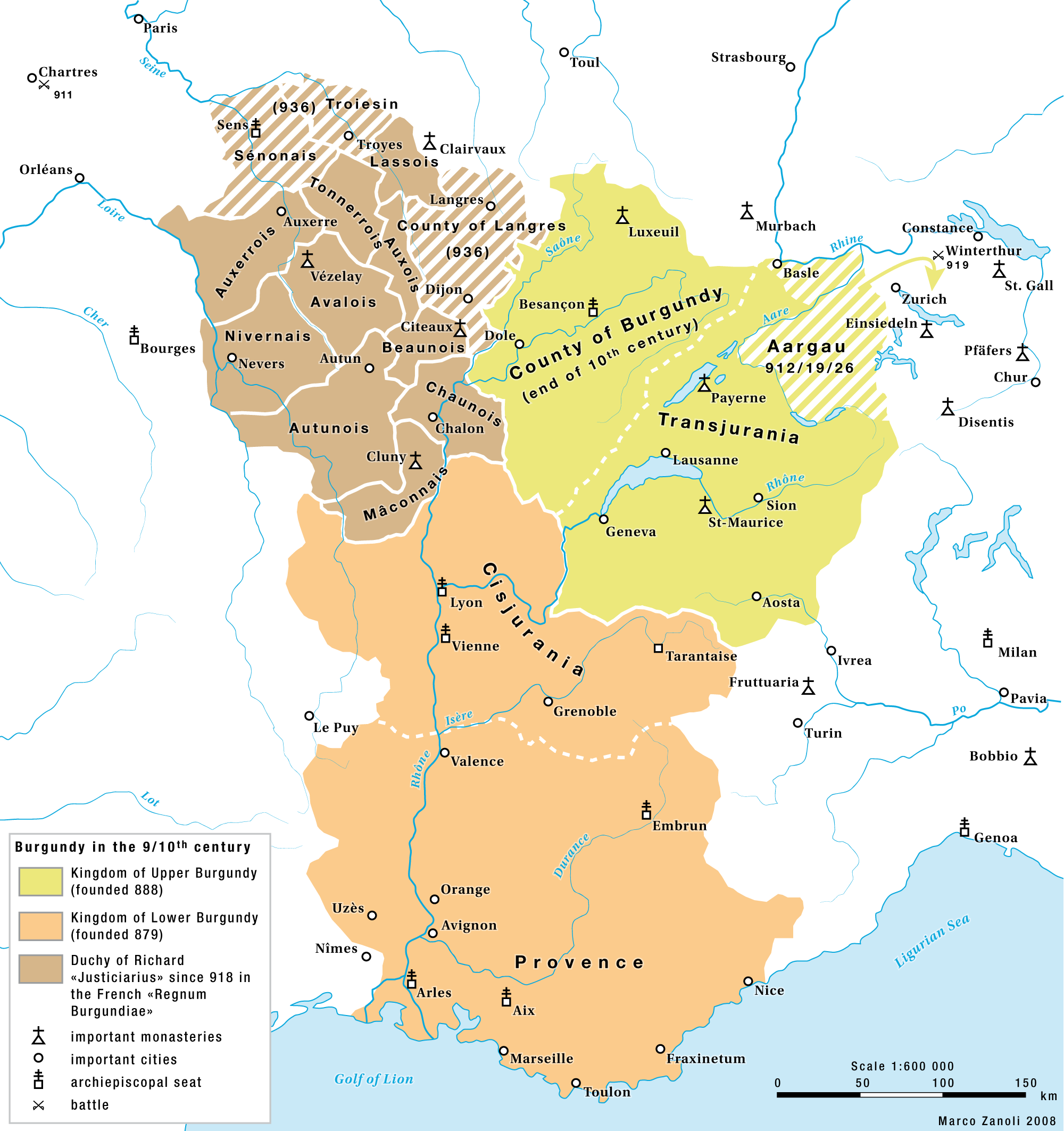
Le royaume de Bourgogne Transjurane (en vert)

Cette élection fait suite à la mort de Charles III le Gros, roi de Francie occidentale et de Francie orientale, qui était pourtant parvenu à reconstituer pratiquement l'Empire carolingien.
Sont supposés avoir participé à cette réunion :
- des seigneurs fidèles à Rodolphe : Turimbert, comte d'Ogo, Iton, Amalric, Vodelgise ; Manassès, le comte Roffroi ;
- les chanoines de Saint-Maurice d'Agaune ;
- les évêques de Transjurane, de Genève, de Lausanne et de Sion (Thierry) ; Thierry, archevêque de Besançon.